# Бой на острове Лесбос
Бой на острове Лесбос между войсками Греческого королевства под командованием Павлоса Кунтуриотиса и местным османским гарнизоном под командованием Абдул Гани-паши вёлся с 8 (21) ноября по 8 (21) декабря 1912 года во время Первой Балканской войны.

## Предыстория
Остров Лесбос попал под контроль Османской империи в 1462 году, когда он был завоеван султаном Мехмедом II и переименован в Митилини в честь своей столицы. С тех пор остров оставался под властью османов, за исключением непродолжительных венецианских оккупаций во время Второй и Третьей турецко-венецианских войн. Хотя на всей территории острова проживало значительное мусульманское население, составлявшее до пятой части от общего числа, греко-христиане по-прежнему оставались подавляющим большинстом населения острова. Отношения между двумя общинами в целом были хорошими, и они часто говорили на смеси греческого и османского языков. Порт Митилини был одним из самых загруженных в Эгейском море, а сам остров был относительно богат за счёт торговли, экспортируя множество собственных сельскохозяйственных товаров, а также извлекая выгоду из своего географического положения на основных морских путях. Этому процветанию также способствовало и то, что остров не участвовал в Войне за независимость Греции в 1821—1829 годах.
С началом Первой Балканской войны в октябре 1912 года греческий флот под командованием контр-адмирала Павлоса Кунтуриотиса захватил стратегический остров Лемнос у входа в пролив Дарданеллы и приступил к установлению морской блокады пролива. Поскольку османский флот был зажат за Дараданеллами, греки получили полный контроль над Эгейским морем и начали оккупировать находившиеся под властью Османской империи Эгейские острова, на большинстве из которых было мало войск или вообще не было их, за исключением более крупных островов: Хиоса и Лесбоса. Последний имел гарнизон 2-го батальона 18-го пехотного полка Османской армии численностью 3600 человек, из которых 1600 были профессиональными солдатами, а остальные — нерегулярными формированиями и христианскими призывниками. Гарнизон находился под командованием майора Абдул Гани-паши, чей штаб базировался в Моливосе.
В результате греки отложили высадку десантов на Хиосе и Лесбосе до тех пор, пока операции на главном фронте в Македонии не будут завершены и им не будут выделены силы для серьёзной атаки. Поскольку в конце ноября распространились слухи о прекращении огня, скорейший захват этих островов стал обязательным. Другим фактором было быстрое продвижение Болгарии во Фракию и Восточную Македонию. Греческое правительство опасалось, что Болгария может использовать Лесбос в качестве разменной монеты в ходе будущих мирных переговоров. 7 (20) ноября 1912 года греческие отряды морской пехоты, специально выделенные для захвата Лесбоса, а также небольшое количество лёгкой корабельной артиллерии и два пулемётчика отправились на Лесбос из бухты Мудрос на крейсере «Авероф» и пароходе «Пелопс». Позже к десанту присоединился резервный пехотный батальон в составе 15 офицеров и 1019 солдат, недавно сформированный в Афинах.

## Ход боя

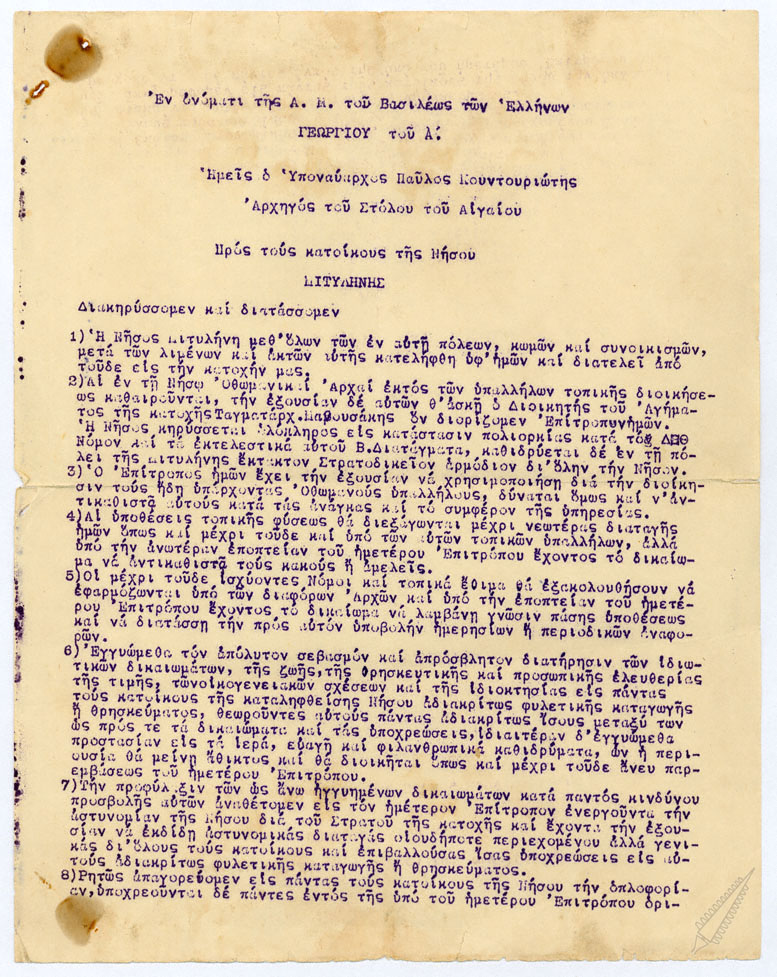
Прокламация контр-адмирала Кунтуриотиса об оккупации Митилини

Десант прибыл в Митилини в 07:00 8 (21) ноября 1912 года, и Кунтуриотис предъявил местному османскому командующему ультиматум с требованием его сдачи. После переговоров османскому гарнизону было предоставлено время для эвакуации города, который был быстро занят греческими войсками. После того как это было выполнено, Кунтуриотис сформировал на острове ополчение из местных греков под командованием К. Меласа, а затем покинул остров с основной частью флота, оставив лишь крейсерскую эскадру и два эсминца. В то же время османские войска численностью около 1500—2000 человек отошли в лагерь в Филии, примерно в 50 км к северо-западу от Митилини. Лагерь, построенный во время недавней итало-турецкой войны, был хорошо снабжён продовольствием и боеприпасами.
На тот момент в Митилини лишь около 1600 греков оставались пассивными, выдвигая несколько небольших отрядов внутрь города в качестве прикрытия. 10 (23) ноября небольшой отряд морской пехоты на борту вспомогательного крейсера «Македония» был отправлен для захвата Пломари, но бурное море помешало высадке, и вместо этого он был перенаправлен на продолжающуюся операцию по захвату Хиоса дальше на юг. Поскольку сил на острове было недостаточно для завершения его захвата, греческий генеральный штаб направил подкрепление в виде 2-го батальона 19-го пехотного полка, дополнительной морской пехоты и 6 горных орудий и передал операцию под командование полковника Аполлодора Сирмакезиса.
Подкрепление прибыло на остров 1 (14) декабря. В распоряжении Сирмакезиса теперь имелось около 3175 человек и 8 полевых орудий (хотя из них около 300 военно-морских пехотинцев охраняли тыл). Эти силы были разделены на две колонны: южную у деревни Ламбу-Милой и северную у Терми. 3 (16) декабря колонны начали постепенное продвижение к османскому лагерю в Филии. К ночи следующего дня они достигли сёл Дафия и Агия Параскеви соответственно. Поскольку Сирмакезис хотел, чтобы Филию атаковали обе колонны одновременно, он приказал северной колонне остановится на день, в то время как наступление южной колонны продолжилось на следующий день, но было остановлено сильным османским сопротивлением возле монастыря Леймонас. Упорное сопротивление османов, продолжавшееся до 6 (19) декабря, замедлило продвижение южной колонны, в то время как северная колонна добилась быстрого успеха и к ночи достигла окраин Филии.
На следующее утро обеим колоннам было приказано начать атаку на Филию, но почти сразу же, как началось наступление, появился османский посланник с просьбой о перемирии для переговоров. Это было разрешено, но в 11:00 появился османский командующий майор Абдул Гани-паша, который заявил, что не просил переговоров и что у него нет никаких предложений. Просчитав это уловкой с целью выиграть время, греческий командующий приказал возобновить наступление в 14:00. Однако в 22:00 появился тот же османский посланник с письмом о капитуляции, подписанным офицерами османского гарнизона. Сирмакезис приказал немедленно прекратить боевые действия, и в 08:00 следующего дня был подписан акт о капитуляции османского гарнизона.
Захват Лесбоса стоил грекам 9 убитых и 81 раненого.

## Последствия
Судьба Эгейских островов, занятых Грецией во время Первой Балканской войны, была предметом длительных дипломатических переговоров, поскольку османы первоначально отказались их уступить. Наконец в 1913 году, согласно Лондонскому договору, судьба островов была отдана в руки Великих держав, которые в случае чего уступили бы их Греции в феврале 1914 года, за исключением двух ближайших к Дарданеллам — Имброса и Тенедоса. Тем не менее, османы не смирилась со своей потерей, что привело к началу гонки военно-морских вооружений между Грецией и Османской империей, приведшая летом 1914 года к кризису, когда новая греко-турецкая война казалась неизбежной; кризис закончился с началом Первой мировой войны. Когда в августе 1914 года на вооружение Османской империи поступил немецкий крейсер «Бреслау», в знак этих претензий он был переименован в Митилини.
Передача Лесбоса и других островов Греции была завершена лишь в 1923 году с подписанием Лозаннского договора.